# Xã Palmer, Quận Putnam, Ohio
Xã Palmer (tiếng Anh: Palmer Township) là một xã thuộc quận Putnam, tiểu bang Ohio, Hoa Kỳ. Năm 2010, dân số của xã này là 1.129 người.